# Tokyo Nights
Tokyo Nights ist ein Lied der schweizerischen Hard-Rock-Band Krokus.

## Hintergrund
Tokyo Nights ist neben Bedside Radio und Heatstrokes einer der Klassiker des vierten, 1980 erschienenen Studioalbums Metal Rendez-Vous, das den internationalen Durchbruch der schweizerischen Hard-Rock-Band Krokus bedeutete. Noch heute steht die wiederum aus der Feder von Fernando von Arb, Chris von Rohr und Jürg Naegeli stammende Komposition, die auf dem Album an Position sechs gesetzt ist, bei Konzerten der Band regelmäßig in der Setlist. Daher ist es auch bemerkenswert, dass der Titel, zu dem auch ein Musikvideo gedreht wurde, bis dato noch in keine Best-of-Zusammenstellung von Krokus integriert wurde. Ein Markenzeichen von Tokyo Nights sind die Reggae-Rhythmen im Mittelteil des Songs.

## Veröffentlichung als Single
Tokyo Nights ist eine von drei Singleauskopplungen aus dem Album Metal Rendez-Vous und wohl die vierte Single der Band überhaupt. Da als Erscheinungsdatum vielfach das Jahr 1979 genannt wird, die Veröffentlichung in Aufzählungen allerdings meist nach Bedside Radio geführt wird, ist anzunehmen, dass es sich hierbei gleichzeitig um die zweite Vorabsingle und um die zweite Single zu besagtem Album insgesamt handelt. Wie alle Krokus-Singleauskopplungen zuvor verfehlte sie eine Platzierung in den Charts. Tokyo Nights wurde – vergleichbar mit Bedside Radio – in mehreren Editionen und in vier verschiedenen Coverartworks veröffentlicht, wobei sämtliche B-Seiten auch von Metal Rendez-Vous stammen. Während die niederländische 7″-Single mit der B-Seite Come On, die bereits Zusatz einer Variante der Bedside-Radio-Single war, aufwartet, beinhaltet die Rückseite der deutschen 7″-Single den Song Heatstrokes. Eine ausschließlich für den japanischen Markt produzierte Variante – ebenfalls im 7″-Format – weist den Titel Shy Kid als B-Seite auf. Außerdem erschienen noch eine 7″-Single sowie eine gelbe 12″-Single inklusive Sticker für den britischen Markt, die allerdings dasselbe Cover und dieselben B-Seiten enthalten, nämlich mit Bedside Radio und Shy Kid zwei Liveaufnahmen, die bei einem Besuch der Band beim Radiosender Vara Radio im niederländischen Hilversum mitgeschnitten wurden. Bleibt noch zu erwähnen, dass der Song Tokyo Nights auf einigen 7″-Singles in verkürzten Varianten enthalten ist: Bei der niederländischen und japanischen Single weist er eine Länge von 4:00 auf, bei der britischen Edition hingegen eine Dauer von 3:15.

## Titelliste
Deutsche 7″-Single
1. Tokyo Nights (5:51) (Fernando von Arb/Chris von Rohr/Jürg Naegeli)
2. Heatstrokes (4:00) (von Arb/von Rohr)

Niederländische 7″-Single
1. Tokyo Nights (4:00) (von Arb/von Rohr/Naegeli)
2. Come On (4:23) (von Arb/von Rohr)

Japanische 7″-Single
1. Tokyo Nights (4:00) (von Arb/von Rohr/Naegeli)
2. Shy Kid (2:30) (von Arb/von Rohr/Naegeli)

Britische 7″-Single
1. Tokyo Nights (3:15) (von Arb/von Rohr/Naegeli)
2. Bedside Radio (Live) (3:02) (von Arb/von Rohr/Naegeli)
3. Shy Kid (Live) (2:41) (von Arb/von Rohr/Naegeli)

Britische 12″-Single
1. Tokyo Nights (5:51) (von Arb/von Rohr/Naegeli)
2. Bedside Radio (Live) (3:02) (von Arb/von Rohr/Naegeli)
3. Shy Kid (Live) (2:41) (von Arb/von Rohr/Naegeli)

## Besetzung
- Gesang: Marc Storace
- Leadgitarre: Tommy Kiefer
- Rhythmusgitarre: Fernando von Arb
- Bass: Chris von Rohr
- Schlagzeug: Freddy Steady